# Áp thấp sâu BOB 05 (2024)
Áp thấp sâu BOB 05 (tiếng Anh: Deep Depression BOB 05), là một xoáy thuận nhiệt đới yếu đã tác động đến Bangladesh và Ấn Độ. Là áp thấp nhiệt đới thứ bảy và là vùng áp thấp sâu thứ tư của mùa bão Bắc Ấn Độ Dương 2024, BOB 05 bắt nguồn từ một vùng hoàn lưu xoáy thuận rộng lớn có liên quan một phần đến tàn dư của bão Yagi ở Tây Thái Bình Dương. Di chuyển chủ yếu về phía tây bắc, nó không tăng cường thêm nữa, đạt sức gió duy trì tối đa là 55 km/h (35 mph) và áp suất trung tâm là 989 hPa (29,21 inHg). Nó sẽ suy yếu, trở thành một áp thấp nhiệt đới tàn dư vào ngày 18 tháng 9.
Áp thấp sâu BOB 05 đã gây ra lượng mưa rất lớn, dẫn đến lũ lụt nghiêm trọng ở đông nam Bangladesh, ảnh hưởng đến hơn 50.000 người trên 40 ngôi làng ở Ukhia Upazila, trong đó Haldia Palong và Jaliapalong là những nơi bị ảnh hưởng nhiều nhất, tổng cộng là 35.000 cư dân. Ngoài ra, Chakaria Upazila đã trải qua lũ lụt khiến 20.000 cư dân bị cô lập và gây thiệt hại đáng kể cho đất nông nghiệp. Trong khi đó, ở Kolkata, lượng mưa ghi nhận được là 72,4 mm (2,85 in) trong khoảng thời gian 24 giờ, với tổng lượng mưa là 125,8 mm (4,95 in).

## Lịch sử khí tượng
Sau khi đổ bộ đất liền miền Bắc Việt Nam, bão Yagi suy yếu thành áp thấp nhiệt đới và tiếp tục đi về phía Tây. Những tàn dư yếu của bão Yagi sẽ bắt đầu di chuyển về phía Bắc Ấn Độ Dương, khiến Cục Khí tượng Ấn Độ (IMD) bắt đầu theo dõi nó như một hoàn lưu xoáy thuận trên Myanmar vào ngày 11 tháng 9. Sự nhiễu loạn này đã hợp nhất thành một vùng áp thấp vào ngày hôm sau, tiếp tục phát triển thành một vùng áp thấp được đánh dấu rõ ràng chỉ vài giờ sau đó. Ngay sau đó, nó mạnh lên thành một áp thấp nhiệt đới. Ngày hôm sau, áp thấp nhiệt đới tiếp tục mạnh lên thành áp thấp sâu trên Bangladesh và Tây Bengal.

Vì nằm ở hướng gió tây của gió mùa tây nam, vào ngày 16 tháng 9, BOB 05 đã biểu hiện sự đối lưu sâu dai dẳng do luồng gió đứt chống xoáy thuận ở tầng trung bình thúc đẩy. Vài giờ sau, hệ thống suy yếu thành áp thấp nhiệt đới khi nó di chuyển chậm về phía tây qua miền tây Ấn Độ. Sau đó, áp thấp nhiệt đới tiếp tục suy yếu thành một vùng áp thấp được đánh dấu rõ ràng trên Madhya Pradesh vào lúc 00:00 UTC ngày 18 tháng 9.

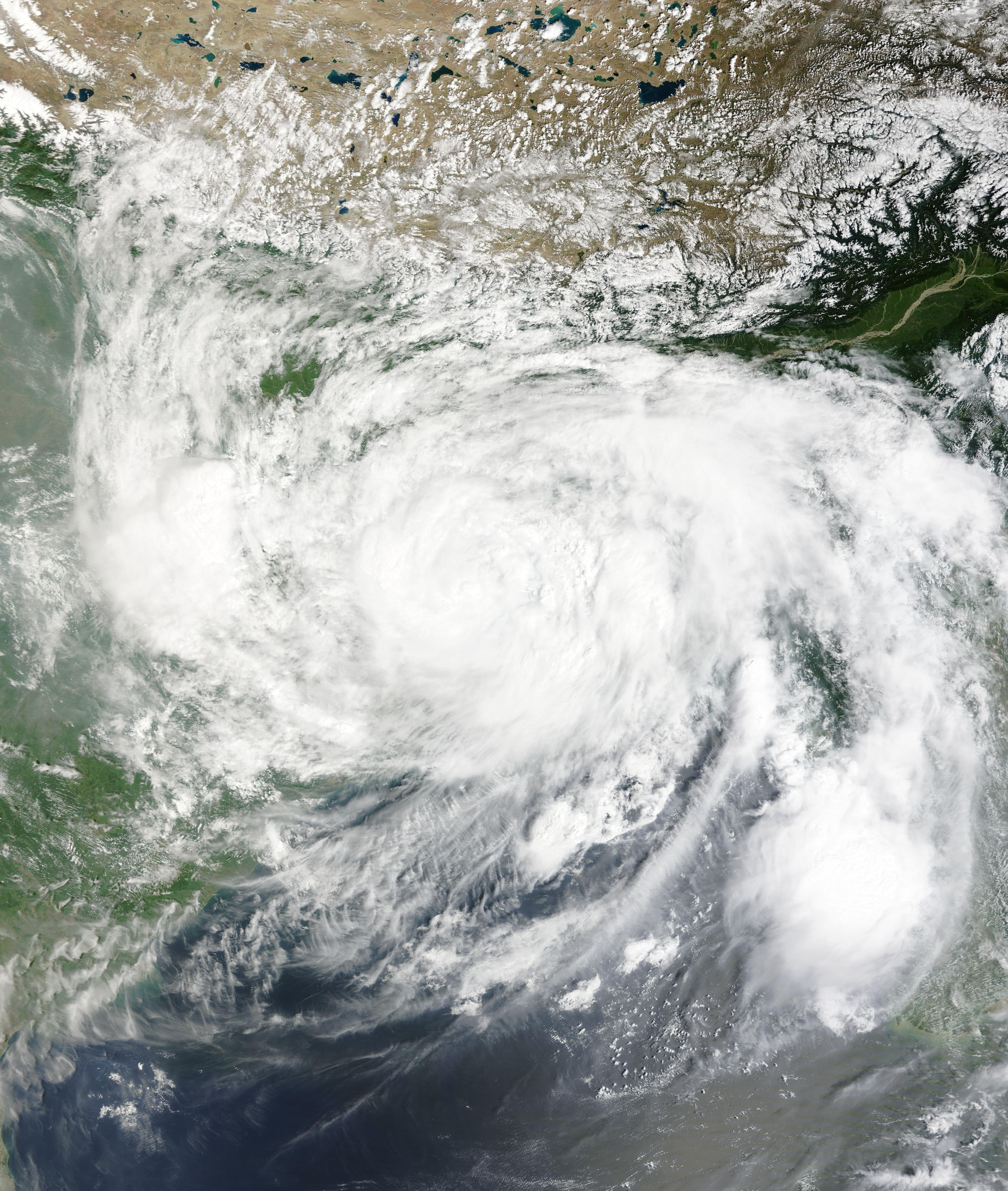
Hình ảnh vệ tinh của áp thấp sâu BOB 05, vào ngày 15 tháng 9.

## Ảnh hưởng

### Bangladesh
Áp thấp sâu BOB 05 đã gây ra lượng mưa lớn ở đông nam Bangladesh. Bảy người đã thiệt mạng do lở đất ở thị xã Cox's Bazar. Lượng mưa đã làm ngập khoảng 200 ngôi làng ở Cox's Bazar Sadar. Sáu upazila khác vẫn bị ngập lụt. Tại Ukhia Upazila, lũ lụt đã ảnh hưởng đến hơn 50.000 người ở 40 ngôi làng. Trong số đó có các khu vực Haldia Palong và Jaliapalong, nơi có dân số bị ảnh hưởng nhiều nhất là 35.000 người. Khoảng 10.000 cư dân ở tám khu phố bao gồm Nuniarchara, đây là nơi dễ bị lũ lụt, cũng bị ảnh hưởng. Lũ lụt ở Chakaria Upazila cũng làm gián đoạn cuộc sống của 20.000 cư dân; đất nông nghiệp cũng bị hư hại nặng nề. Có mười một trường hợp tử vong được ghi nhận và 100 ngư dân mất tích ở thị xã Noakhali, 35.441 người đã được di dời đến các trại tị nạn và 1,5 triệu người bị mắc kẹt do lũ lụt. Hai người đã thiệt mạng khi một chiếc thuyền bị lật ở Jagannathpur Upazila.
Hơn một chục tàu đánh cá chở khoảng 500 người ngoài khơi bờ biển Cox's Bazar đã mất tích kể từ ngày 11 tháng 9. Vào ngày 15 tháng 9, hầu hết những ngư dân này đã trở về đất liền nhưng 250 người khác trên 23 tàu đánh cá vẫn mất tích. Ít nhất tám tàu đánh cá bị lật úp do biển động; một số ngư dân đã bơi vào bờ trong khi nhiều người khác mất tích. Hai thi thể được tìm thấy tại bãi biển Inani, Ukhia trong khi ba thi thể được tìm thấy dọc theo bờ biển Nazirartek, Pechar Dwip và Kolatoli Square. Một hoạt động tìm kiếm những người mất tích đã được Hải quân Bangladesh khởi xướng. Ngư dân Ấn Độ cũng đã cứu được 12 công dân Bangladesh bị mắc kẹt trong vịnh do biển động.

### Ấn Độ
Vào ngày 14 tháng 9, IMD cho biết có khả năng có mưa nhẹ đến vừa ở Tây Bengal trong khi một số khu vực có thể có lượng mưa cực lớn. Lượng mưa lớn được dự báo ở các bang Odisha, Jharkhand, Bihar, Chhattisgarh, Mizoram, Tripura, Assam và Meghalaya từ ngày 14 đến ngày 16 tháng 9. Sau đó, một cảnh báo "đỏ" đã được ban hành cho Tây Bengal và Odisha, nơi sẽ xảy ra lượng mưa cực lớn. Tại Kolkata, lượng mưa được ghi nhận là 72,4 mm (2,85 in) trong khoảng thời gian 24 giờ. Lượng mưa đo được là hơn 125,8 mm (4,95 in) trong khoảng thời gian từ ngày 13 đến ngày 14 tháng 9 tại thành phố này. Do mưa lớn, Tập đoàn Thung lũng Damodar đã xả hơn 3,5 lakh cusec (9.911 mét khối mỗi giây) nước từ các đập của mình, gây ngập lụt cho Birbhum, Bankura, Haora, Hooghly, 24 huyện Bắc và Nam Parganas, Purba và Paschim Medinipur, và Paschim Bardhaman của Tây Bengal. 28 người đã thiệt mạng do lũ lụt này và 25.000 người phải di dời đến những khu vực an toàn hơn.